# Кроуфорд (округ, Мічиган)
Шаблон:StateAbbr_ 44°41′ пн. ш. 84°37′ зх. д. / 44.68° пн. ш. 84.61° зх. д.
Округ  Кроуфорд (англ. Crawford County) — округ (графство) у штаті Мічиган, США. Ідентифікатор округу 26039.

## Історія
Округ утворений 1840 року.

## Демографія
За даними перепису 
2000 року 
загальне населення округу становило 14273 осіб, зокрема міського населення було 4163, а сільського — 10110.
Серед мешканців округу чоловіків було 7276, а жінок — 6997. В окрузі було 5625 домогосподарств, 4037 родин, які мешкали в 10042 будинках.
Середній розмір родини становив 2,87.
Віковий розподіл населення поданий у таблиці:
| Стать    | До 15 років | 15-21 | 22-29 | 30-39 | 40-49 | 50-65 | 65-85 | Понад 85 |
| -------- | ----------- | ----- | ----- | ----- | ----- | ----- | ----- | -------- |
| Чоловіки | 1512        | 676   | 530   | 988   | 1129  | 1335  | 1051  | 55       |
| Жінки    | 1294        | 591   | 478   | 939   | 1081  | 1348  | 1123  | 143      |

## Суміжні округи
- Отсего — північ
- Монтморенсі — північний схід
- Оскода — схід
- Огемо — південний схід
- Роскоммон — південь
- Міссокі — південний захід
- Калкаска — захід
- Антрім — північний захід

## Виноски
1. ↑  U.S. Decennial Census. United States Census Bureau. Архів оригіналу за 26 квітня 2015. Процитовано 19 вересня 2014.
2. ↑  Historical Census Browser. University of Virginia Library. Архів оригіналу за 11 серпня 2012. Процитовано 19 вересня 2014.
3. ↑  Population of Counties by Decennial Census: 1900 to 1990. United States Census Bureau. Архів оригіналу за 15 лютого 2015. Процитовано 19 вересня 2014.
4. ↑  Census 2000 PHC-T-4. Ranking Tables for Counties: 1990 and 2000 (PDF). United States Census Bureau. Архів оригіналу (PDF) за 18 грудня 2014. Процитовано 19 вересня 2014.
5. ↑  State & County QuickFacts. United States Census Bureau. Архів оригіналу за 23 січня 2016. Процитовано 27 серпня 2013.(англ.) Наведено за англійською вікіпедією.
6. ↑  American FactFinder. Бюро перепису населення США. Архів оригіналу за 29 липня 2011. Процитовано 31 січня 2008.

| США | Це незавершена стаття з географії США. Ви можете допомогти проєкту, виправивши або дописавши її. |